# Abdulaziz al-Dawsari
Abdulaziz Saeed al-Dawsari (arabisch عبد العزيز الدوسري, DMG ʿAbd al-ʿAzīz ad-Dausarī; * 11. Oktober 1988 in Ha'il) ist ein saudi-arabischer Fußballspieler.

## Karriere

### Verein
Er kam aus der Jugend von al-Hilal und stieg zur Saison 2007/08 aus der U23 in die erste Mannschaft auf. Mit seinem Klub gewann er in den folgenden Jahren vier Mal die Meisterschaft und drei Mal den Saudi Crown Prince Cup. Nach der Saison 2015/16 endete sein Vertrag und er war vereinslos.
Ende Januar 2018 schloss er sich al-Qadisiyah bis zum Ende der laufenden Spielzeit an. Danach ging er für eine Saison zu al-Ettifaq und danach für ein halbes Jahr zu al-Faisaly. Von Anfang 2020 bis zum Ende der Saison 2020/21 war er bei al-Nasr. Derzeit ist er erneut vertragslos.

### Nationalmannschaft
Sein erstes Spiel für die saudi-arabische Nationalmannschaft war am 21. Mai 2010, bei einem 2:0-Freundschaftsspielsieg über die Mannschaft der Demokratischen Republik Kongo. Hier wurde er in der 79. Minute für Ahmed al-Fraidi eingewechselt. Nach weiteren Freundschaftsspielen war er im Kader des Golfpokal 2010 vertreten. Sein erstes großes Turnier war dann die Asienmeisterschaft 2011, wo er aber auch nur in einer Vorrunden-Partie für ein paar Minuten eingewechselt wurde. Nach dem Turnier hatte er noch ein paar Einsätze. Sein letztes Spiel für die Nationalmannschaft bestritt er am 14. Oktober 2012 bei einem 3:2-Freundschaftsspielsieg über die Republik Kongo.